# El Caudillo
El Caudillo de la Tercera Posición o simplemente El Caudillo fue una revista argentina que se publicó entre 1973 y 1975, durante el período conocido como tercer peronismo, y muy brevemente en 1982, durante la Guerra de las Malvinas. En sus dos períodos de existencia fue dirigida por Felipe Romeo.

## Ideología
Formalmente de ideología «peronista ortodoxa», se orientó mayormente hacia el sector más ligado a la extrema derecha anticomunista y fascista del movimiento, sirviendo también como brazo mediático de la Alianza Anticomunista Argentina o Triple A, liderada por el Ministro de Bienestar Social José López Rega. Su fundación constituyó una oposición a la revista El Descamisado, ligada a Montoneros y órgano difusor del sector izquierdista o Tendencia Revolucionaria del peronismo. A fin de competir con este último medio, empleó un formato y estética muy similares.

## Historia
Su primera publicación fue el 16 de noviembre de 1973, poco después de la tercera elección de Juan Domingo Perón como presidente de la Nación Argentina. El Caudillo adquirió mayor relevancia con el fallecimiento de Perón el 1 de julio de 1974 y la creciente influencia de López Rega y la Triple A en las acciones del gobierno, encabezado por María Estela Martínez de Perón, viuda del líder justicialista. Su redacción se caracterizó por la publicación sistemática de artículos críticos contra la izquierda, a quienes se refería en forma violenta como zurdos, y por su tono conservador, con una sección humorística que incluía un sesgo antisemita. Sostuvo también una oposición dura al radicalismo, entonces encarnado en sus dos líneas internas lideradas por Ricardo Balbín y Raúl Alfonsín. Sostuvo también posturas opuestas a sectores de la misma coalición oficialista, el Frente Justicialista de Liberación (FREJULI), como los revolucionarios cristianos y el MID. Finalmente, El Caudillo dejó brevemente de publicarse tras la caída de López Rega en julio de 1975. Si bien posteriormente volvió con el apoyo del líder sindical Lorenzo Miguel, fue definitivamente cerrada el 18 de diciembre del mismo año, con su última publicación, tres meses antes del golpe de Estado de 1976 que derrocó al gobierno de Martínez de Perón e instauró la dictadura militar autodenominada Proceso de Reorganización Nacional, que condujo a Romeo a exiliarse en España.
En mayo de 1982, durante la Guerra de las Malvinas, Romeo retornó al país y volvió a lanzar El Caudillo, esta vez con una línea de apoyo al gobierno de facto en tiempos de guerra. Sin embargo, se disolvió poco después del fracaso bélico.